# System dźwiękowy
System dźwiękowy, system interwałowy (niekiedy strój muzyczny) – w muzykologii, zestaw dźwięków w zakresie jednej oktawy, który wynika z przyjętej metody podziału oktawy na mniejsze interwały.
Systemy dźwiękowe dzieli się na praktyczne i teoretyczne. Pierwsze są rezultatem realnych możliwości wykonawczych instrumentów muzycznych (przyjętej skali) – wynikają z konstrukcji instrumentu, dobranego a priori stroju, oraz tolerancji słuchu na odchylenia od założonych wysokości dźwięków, intonacji i tempa (strefowości słuchu). Systemy teoretyczne są rezultatem rozpatrywania tez; niektóre z nich dzielą oktawę na 197 interwałów, a bazujące na przyjętych współcześnie współczynnikach liczbowych (mikroton, cent i milioktawa) – nawet na 1200.
Rozważaniem podziału oktawy zajmowali się m.in. Pitagoras, Arystoteles, Didymos z Aleksandrii, Leonardo da Vinci, Pierre Gassendi, Galileusz, Isaac Newton, Leonhard Euler i Hermann von Helmholtz. Od XVIII wieku, w kulturze zachodniej ugrutowany jest system równomiernie temperowany, który dzieli oktawę na 12 półtonów. Praktycznym system jest – wykorzystywany współcześnie, a znany i badany od starożytności – system naturalny, który dzieli oktawę na interwały występujące w szeregu harmonicznym. Teoretyczny system podziału wg kwint i kwart (system pitagorejski) opracowany był po raz pierwszy w VI wieku p.n.e.; wg tercji dzielili oktawę Didymos oraz Walter Odington.